# Tango (tiodans)
Tango, mer specifikt ballroom-tango, internationell tango eller engelsk tango,  hör till standarddanserna inom tävlingsgrenen tiodans. Den dansas i fyrtakt och tempot är 31-33 takter per minut.
Ballroom-tangon är sprungen ur den argentinska tangon, men dessa varianter skiljer sig åt i så många avseenden att de vanligen betraktas som olika danser. Det var i Paris på 1930-talet som ballroom-tangon fick sin specifika karaktär och införlivades bland de övriga standarddanserna.
I ballroom-tango blandas jämna och kattlika steg med hastiga rörelser av mer aggressiv karaktär, vilket ger intensiva kontraster.